# Tom Devriendt
Tom Devriendt (ur. 29 października 1991 w Veurne) – belgijski kolarz szosowy.

## Osiągnięcia
Opracowano na podstawie:

2011
- 1. miejsce w Dwars Door De Antwerpse Kempen

2013
- 3. miejsce w Grote Prijs Stad Geel

2014
- 3. miejsce w Omloop van het Waasland

2015
- 3. miejsce w Grand Prix Cerami

2017
- 1. miejsce w Omloop van het Houtland
- 3. miejsce w Omloop Eurometropool
- 3. miejsce w Binche-Chimay-Binche

2019
- 1. miejsce na 2. etapie Österreich-Rundfahrt

2020
- 3. miejsce w Grand Prix Cycliste La Marseillaise

## Rankingi
| Rok             | 2011 | 2012 | 2013 | 2014 | 2015 | 2016 | 2017 | 2018 | 2019  | 2020 | 2021 | 2022 |
| --------------- | ---- | ---- | ---- | ---- | ---- | ---- | ---- | ---- | ----- | ---- | ---- | ---- |
| World Ranking   |      |      |      |      |      | 608. | 214. | 741. | 1091. | 504. | 578. | 205. |
| UCI Europe Tour | 302. | -    | 615. | 523. | 355. | 398. | 87.  | 574. | 774.  | 414. | 465. | 167. |
|                 |      |      |      |      |      |      |      |      |       |      |      |      |
| Źródło: UCI     |      |      |      |      |      |      |      |      |       |      |      |      |